# Golftheorie (taalkunde)
De golftheorie beschrijft hoe taal als gevolg van convergentie verandert, doordat sprekers eigenschappen van naburige talen en dialecten overnemen. 
Ze is bedacht door de Duitse taalkundige Johannes Schmidt en voor het eerst gepresenteerd in diens boek Verwandtschaftsverhältnisse der indogermanischen Sprachen. Verdere uitwerking kreeg de theorie in het werk van diens leerling Hugo Schuchart. Ze speelt ook in de 21e eeuw nog een belangrijke rol in de sociolinguïstiek.
De benaming "golftheorie" is ontleend aan de natuurkunde. De vergelijking wordt gemaakt met cirkelvormige golven die ontstaan door een in het water geworpen steentje, en waarvan de amplitude steeds kleiner wordt naarmate ze zich verder van het middelpunt af bewegen.

## Beschrijving
De golftheorie van Schmidt vormt een kritiek op het in de 19e eeuw gangbare stamboommodel van taalverandering, zoals August Schleicher dat had gepresenteerd. Dat model veronderstelt dat talen ontstaan doordat een deel van de sprekers van een talige variëteit anders gaat spreken. Dat model hielp de ontdekte overeenkomsten tussen een groot aantal Europese en Aziatische talen te verklaren. De Neogrammatici stelden dat veranderingen in uitspraak voor de hele woordenschat golden en in wetten te beschrijven waren ('Ausnahmslosigkeit der Lautgesetze'). Dat bleek voor veel dialecten niet op te gaan, en het was moeilijk het ontstaan van zulke dialecten in een stamboommodel te beschrijven.
Johannes Schmidt was daarentegen van mening dat taalfamilies (meer bepaaldelijk de Indo-Europese talen) zich niet zomaar laten indelen in een stamboom. Hij geloofde in een wederzijdse taalbeïnvloeding die zich voordeed wanneer taalgroepen met elkaar in contact kwamen. Schmidt nam dus geen eenvormige vooroudertaal aan, maar een dialectcontinuüm. Binnen dat diffuse geheel zouden dialecten invloed uitoefenen op dialecten van omliggende plaatsen, waarbij hun invloed steeds kleiner werd als de afstand toenam.

## Toepassingen
Zo zijn er opvallende gelijkenissen aan te wijzen tussen het Grieks en het Italisch, maar ook tussen het Italisch en het Keltisch. Soortgelijke betrekkingen zijn er ook tussen het Italisch en het Keltisch (op de ene kant) en het Germaans (op de andere kant). Het Germaans heeft op zijn beurt bijzondere gelijkenissen met het Slavisch en het Baltisch.
Al deze taalrelaties zijn niet in een stamboom weer te geven.

## Golftheorie versus stamboomtheorie
In tegenstelling tot het stamboommodel kan de golftheorie bijvoorbeeld verklaren waarom fonologische vernieuwingen zoals de tweede Germaanse klankverschuiving in bepaalde dialecten maar in een deel van de woordenschat zijn doorgevoerd. In de moderne taalkunde heeft de taalkundige golftheorie sterk geholpen bij het verbeteren van de vergelijkende methode.

## Aanpassingen
De golftheorie van Schmidt is in de jaren 1980 gewijzigd door de Britse taalkundige Peter Trudgill, die aannemelijk heeft gemaakt dat taalveranderingen niet alleen tussen naburige dialecten worden doorgegeven, maar dat veranderingen vaak in steden beginnen en worden overgenomen door bewoners van andere steden, niet noodzakelijkerwijs heel dichtbij. De taalverandering verspreidt zich vervolgens vanuit die steden doordat sprekers van het omringende platteland de vernieuwing in hun dialect overnemen.